# جامعة سيدني
أُسست جامعة سيدني سنة 1850 وهي أقدم جامعة في أستراليا وتنتمي إلى الجامعات النخبة في أستراليا. بلغ عدد طلابها في سنة 2014 إلى 33,505 طالباً كما يعمل فيها 3,081 أكاديمي. تضم الجامعة 8 كليات تقدم عدة برامج دراسية في عدة مراحل. تصنف الجامعة كواحدة من أحسن الجامعات العالمية حيث تقع ضمن أفضل 50 جامعة على مستوى العالم.

## الكليات
تضم الجامعة 8 كليات، وهي: كلية الآداب والعلوم الاجتماعية، كلية إدارة الأعمال، كلية الهندسة، كلية الطب والصحة، كلية العلوم، كلية سيدني للهندسة المعمارية والتصميم والتخطيط، معهد سيدني للموسيقى، كلية الحقوق في سيدني.

## التصنيف
حسب تصنيف QS لعام 2023 حلت جامعة سيدني في المرتبة 2 من بين الجامعات الأسترالية والمرتبة 41 على مستوى جامعات العالم ككل.